# Ronnie Shavlik
Ronald Dean Shavlik, detto Ronnie (Denver, 4 dicembre 1933 – Raleigh, 27 giugno 1983), è stato un cestista statunitense.

## Carriera
Disputò tre stagioni nei Wolfpack della North Carolina State University, venendo nominato All-American nel 1955. Detiene il record di rimbalzi (1.598 totali) nella storia dei Wolfpack.
Dopo il college venne selezionato al primo giro del Draft NBA 1956 dai New York Knicks, con cui giocò due stagioni disputando 8 partite.
Era il nonno del cestista Shavlik Randolph.